# Stanisław Nilski-Łapiński
Stanisław Kazimierz Marcin Łapiński ps. „Nilski” (ur. 24 stycznia 1891 w Warszawie, zm. 16 lutego 1922 w Poznaniu) – polski inżynier, podpułkownik Sztabu Generalnego Wojska Polskiego, kawaler Orderu Virtuti Militari.

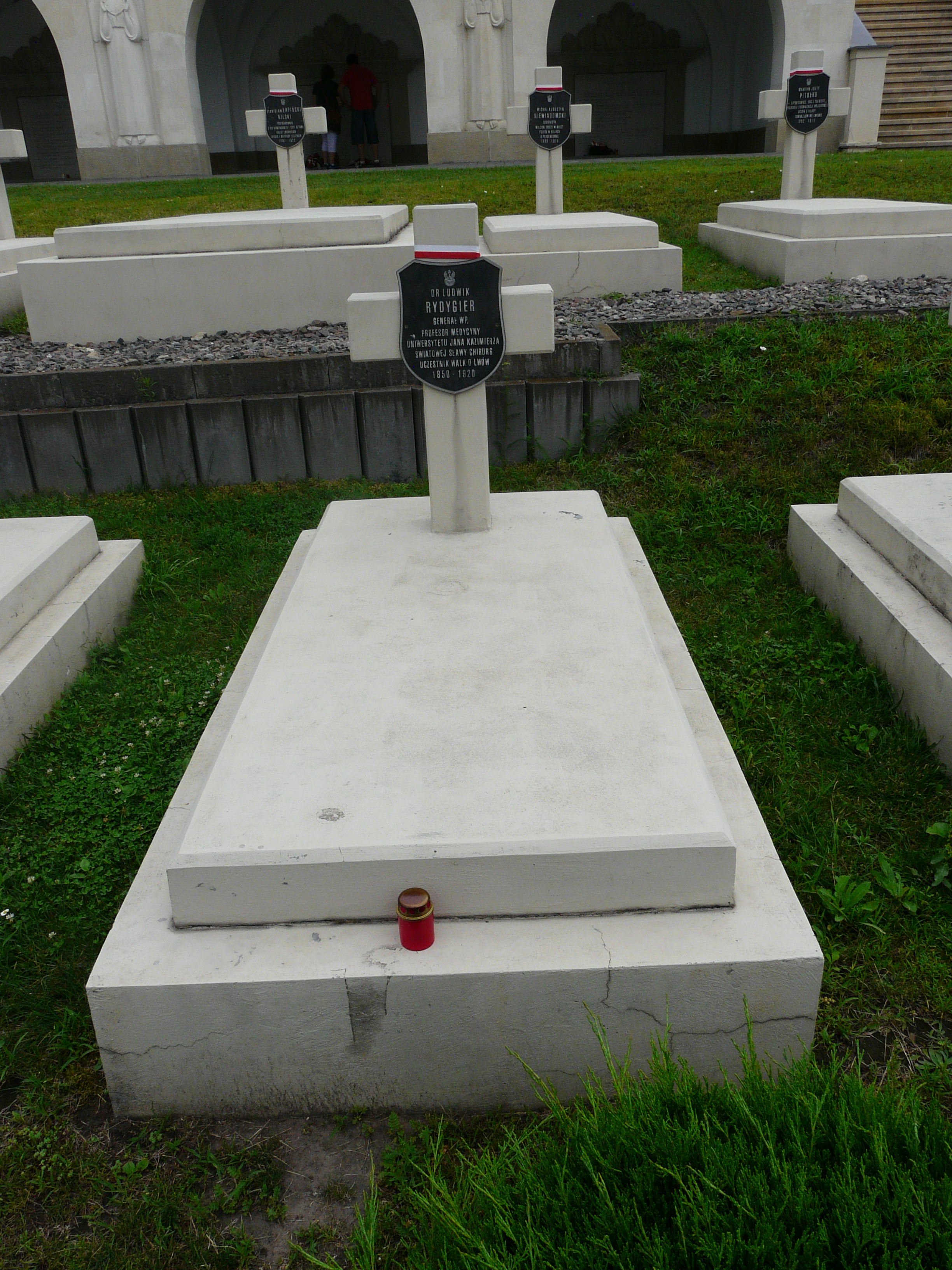
Nagrobek S. Nilskiego-Łapińskiego (u góry po lewej)

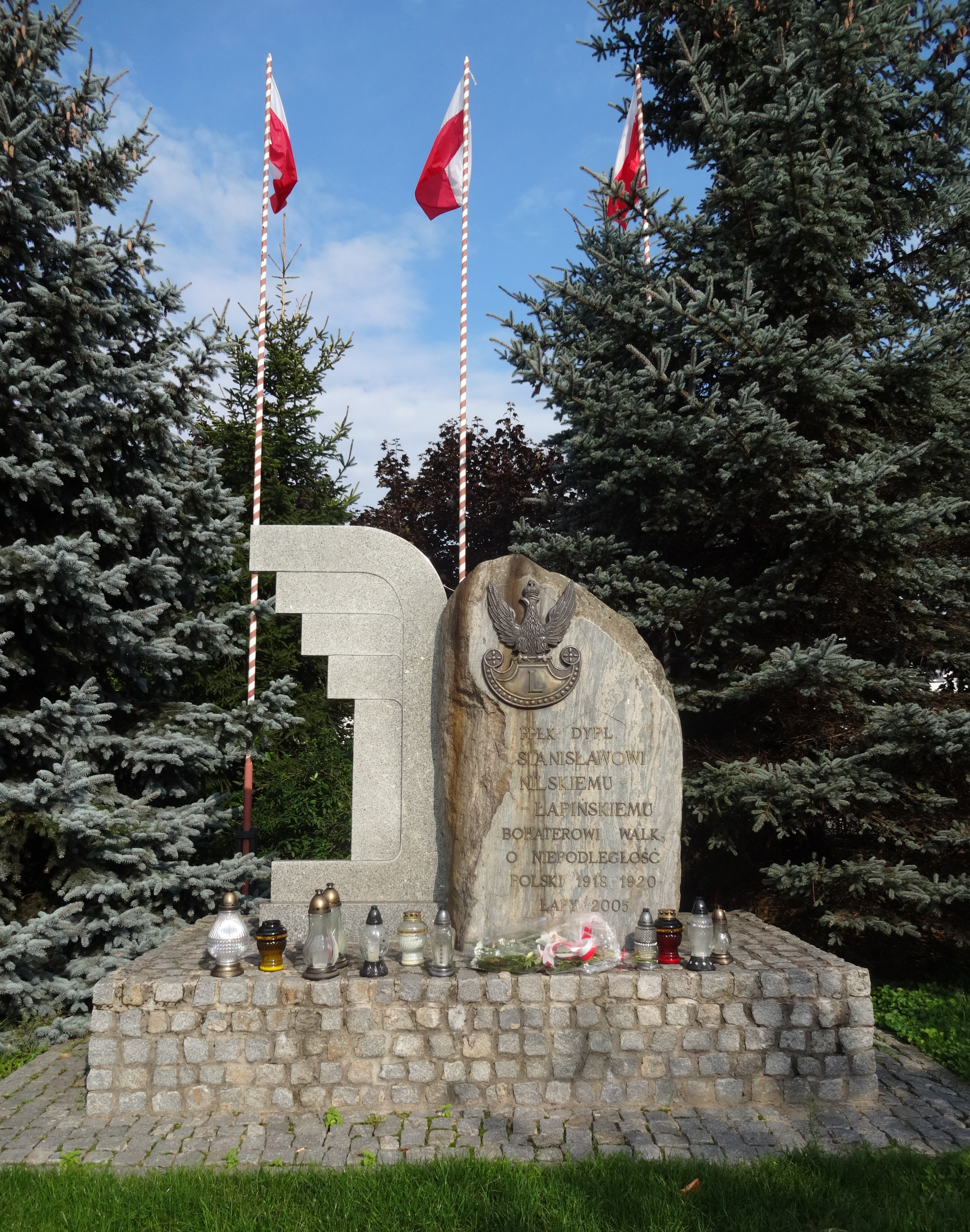
Pomnik S. Nilskiego-Łapińskiego w Łapach

## Życiorys
Syn Tomasza i Teofili z domu Porowskiej. Ukończył studia na Wydziale Budowy Maszyn Politechniki Lwowskiej uzyskując tytuł inżyniera. W 1912 został członkiem Związku Strzeleckiego, w którym pod pseudonimem „Nilski” ukończył kurs podoficerski i oficerski .
2 sierpnia 1914 rozpoczął służbę w Legionach Polskich, w którym był adiutantem w III batalionie w 1 pp. W czasie I wojny światowej walczył w szeregach 5 pułku piechoty. Podczas  bitwy pod Łowczówkiem, dwukrotnie raniony w płuco, dostał się do rosyjskiej niewoli. Pomimo odniesionych ran ratuje się ucieczką i przez sześć tygodni ukrywa się w okolicach Tarnowa, zajętego przez Rosjan. Po przesunięciu frontu powrócił do I Brygady .
Od 31 stycznia do 9 marca 1917 roku był słuchaczem Kursu oficerów sztabowych i adiutantów wyższych dowództw w Warszawie. 22 marca 1917 roku został skierowany do macierzystego 5 pułku piechoty. W czasie służby w Legionach awansował na kolejne stopnie: chorążego (29 września 1914 roku), podporucznika (5 marca 1915 roku) i porucznika (2 lipca 1915 roku). W lipcu 1917 roku, po kryzysie przysięgowym został internowany w Beniaminowie. Zwolniony z internowania wstąpił do Polskiej Organizacji Wojskowej. Pełnił funkcję instruktora na kursach oficerskich .
Podczas obrony Lwowa w listopadzie 1918 w trakcie wojny z Ukraińcami był członkiem Naczelnej Komendy Obrony Lwowa, szefem sztabu obrony Lwowa i zastępcą komendanta Czesława Mączyńskiego. Po wybuchu powstania wielkopolskiego brał udział u organizacji Dowództwa Głównego Sił Zbrojnych Polskich w byłym zaborze pruskim. W kwietniu 1919 roku, wziął udział w wyprawie wileńskiej, jako oficer operacyjny Sztabu Naczelnego Wodza .
W czasie wyprawy kijowskiej został szefem sztabu 15 Wielkopolskiej Dywizji Piechoty. Na tym stanowisku wyróżnił się zdolnościami i osobistym męstwem. Razem z dywizją wziął udział w wyprawie nad Berezynę, walkach odwrotowych, bitwie warszawskiej, uderzeniu na Mińsk Mazowiecki, ataku na tyły bolszewickiej 15 Armii, w walkach pod Lidą i Mińskiem. Po zakończeniu walk i powrocie do Wielkopolski ukończył kurs informacyjny Sztabu Generalnego, kurs lotnictwa i kurs dowódców pułków saperów . Od 8 lipca 1921 roku dowodził 70 pułkiem piechoty w Jarocinie. Był założycielem tamtejszego Koła Towarzystwa Wiedzy Wojskowej. Chcąc dokończyć okres dowodzenia pułkiem wystąpił z wnioskiem o przesunięcie terminu skierowania go na jednoroczny kurs doszkolenia w Wyższej Szkole Wojennej . Zmarł 16 lutego 1922 roku w Poznaniu, w następstwie szkarlatyny .
8 kwietnia 1934 jego szczątki zostały ekshumowane i przewiezione z Poznania do Lwowa, gdzie po uroczystym pogrzebie 15 kwietnia 1934 zostały pochowane w kwaterze dowódców na Cmentarzu Obrońców Lwowa.

## Upamiętnienie
Uchwałą Rady Miasta Lwowa z listopada 1938 jednej z ulic we Lwowie nadano imię Stanisława Nilskiego-Łapińskiego.
Od 1 czerwca 2009 jest patronem Gimnazjum nr 1 w Łapach. W tym mieście ustanowiono też pomnik podpułkownika.

## Ordery i odznaczenia
- Krzyż Srebrny Orderu Wojskowego Virtuti Militari – 13 maja 1921[16]
- Krzyż Niepodległości z Mieczami – pośmiertnie 9 listopada 1933 „za pracę w dziele odzyskania niepodległości”[17] zamiast uprzednio (9 listopada 1931 roku) nadanego Krzyża Niepodległości[18]
- Krzyż Walecznych – czterokrotnie[2]
- Odznaka za Rany i Kontuzje[19]

## Galeria

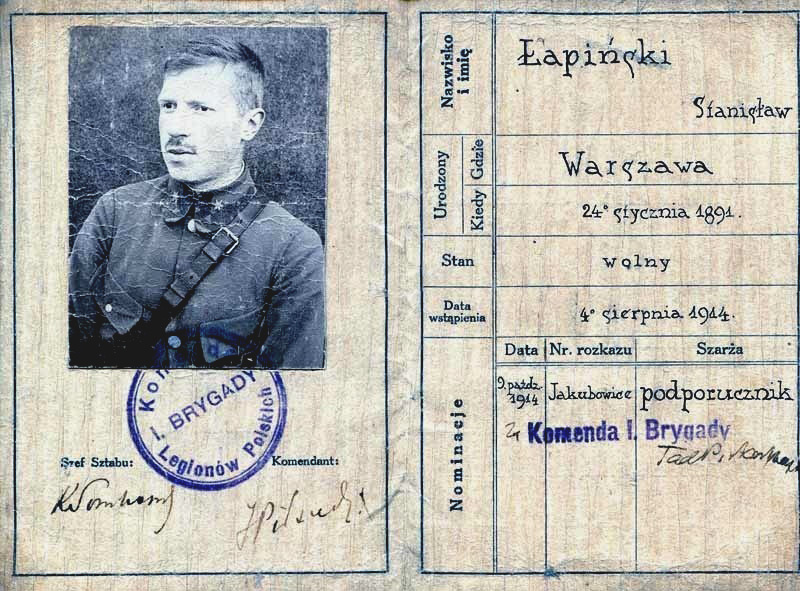
Stanisław Nilski-Łapiński - legitymacja I Brygady Legionów
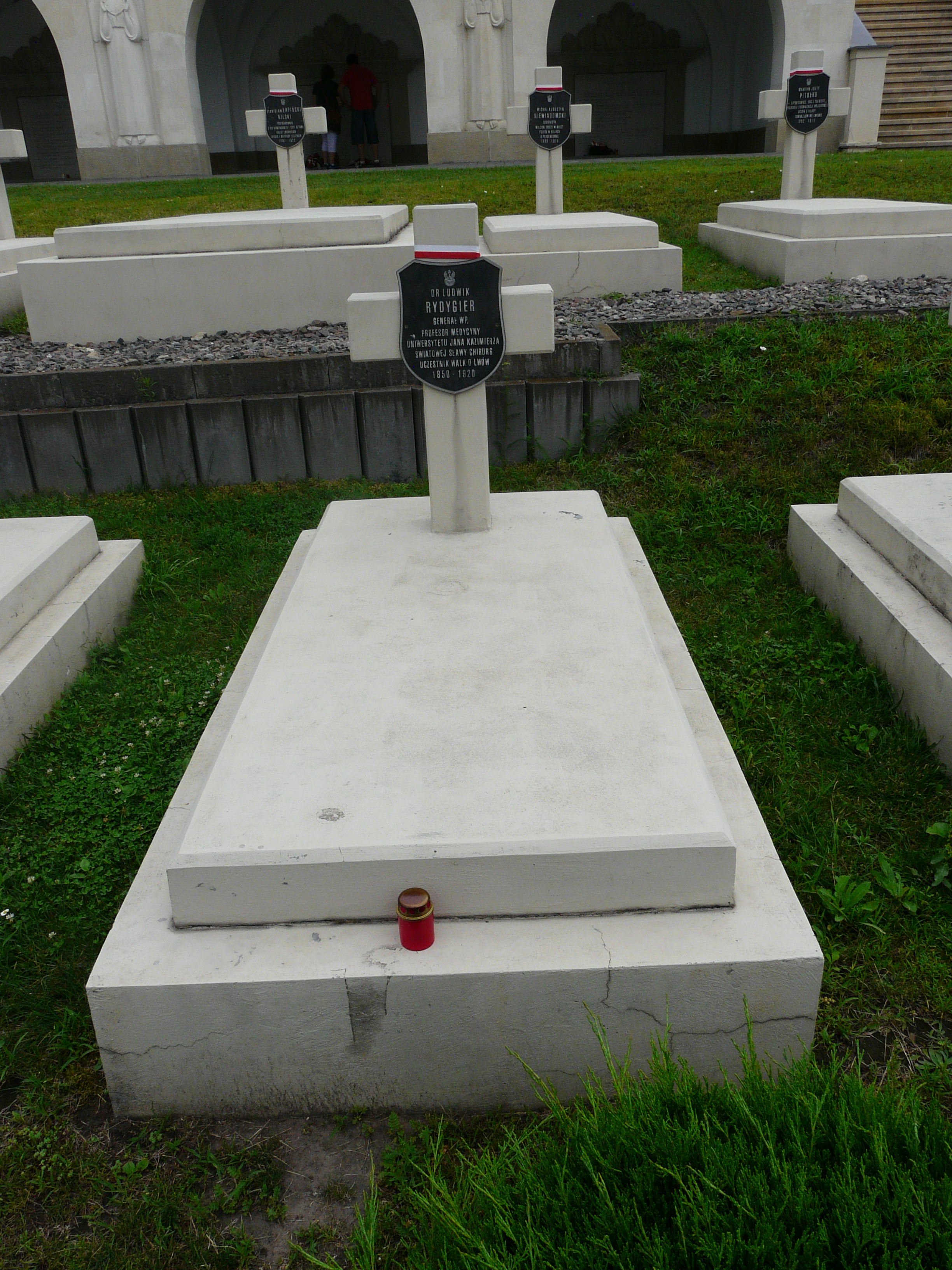
Grób Stanisława Nilskiego-Łapińskiego (u góry z lewej)
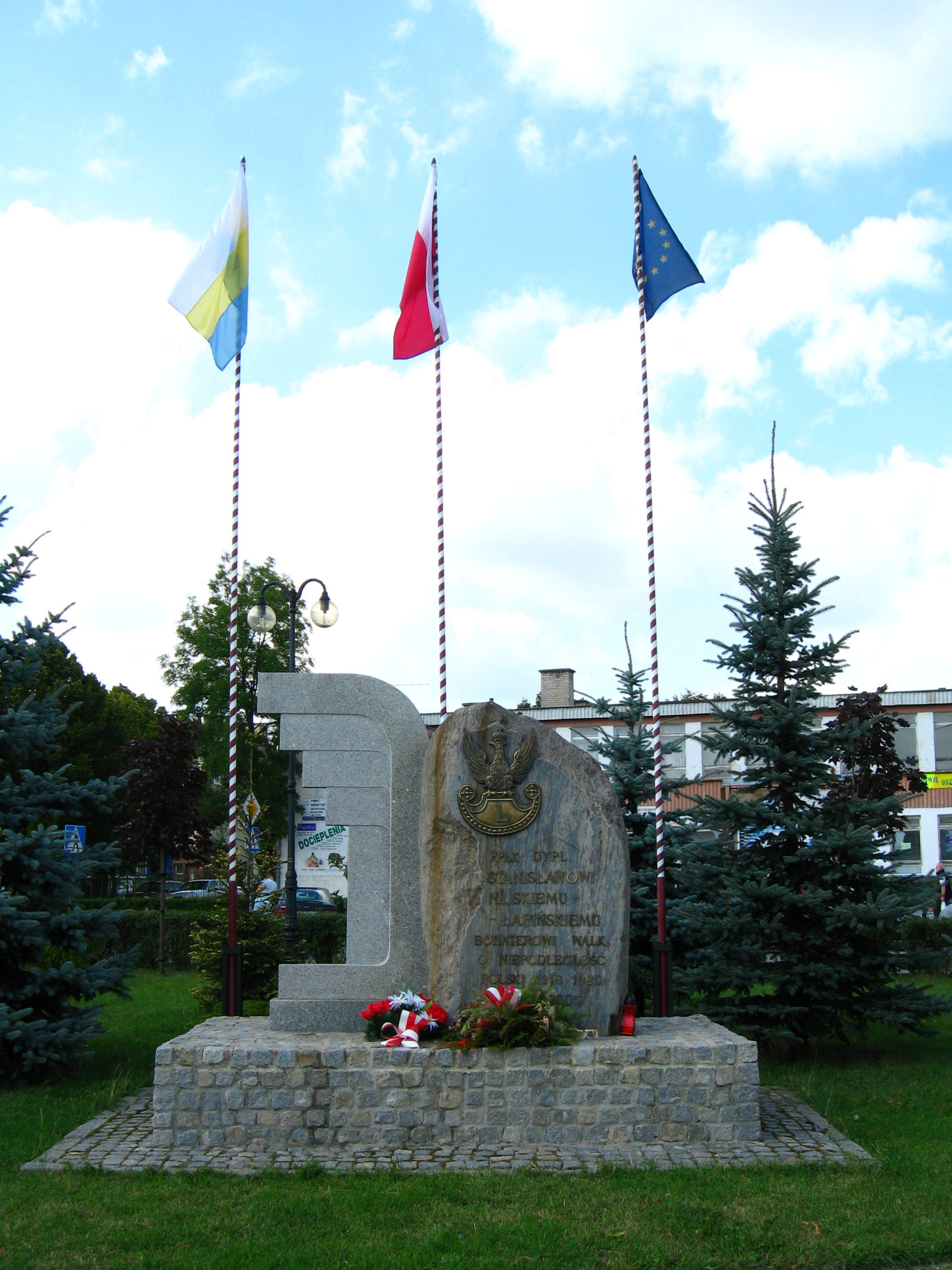
Pomnik Stanisława Nilskiego-Łapińskiego w Łapach